# دیوید ساوی
دیوید ساوی (انگلیسی: Davide Savi؛ زادهٔ ۱۴ نوامبر ۱۹۹۵) بازیکن فوتبال است.